# РПГ-40
РПГ-40 (ручна протитанкова граната зразка 1940 року) — радянська фугасна протитанкова граната, створена в ГСКБ-30 конструктором М. І. Пузирьовим. Використовувалася протягом всієї радянсько-німецької війни і призначалася для боротьби з броньованою технікою противника,  бронемашинами та легкими танками, що мають броню 20—25 мм.
Граната в основному застосовувалася для руйнування гусениць танків, а також могла використовуватися для руйнування фортифікаційних укриттів польового типу. Мала максимальну бронепробивність 40 мм. У ході війни бронепробивність РПГ-40 стала недостатньою і для боротьби з новітніми німецькими танками, тому в 1943 році з'явилася кумулятивна граната РПГ-43.